# Pont des Invalides
Der Pont des Invalides (deutsch „Invalidenbrücke“) ist eine Seine-Brücke in Paris, die den 7. mit dem 8. Pariser Arrondissement verbindet. Sie hat ihren Namen vom Denkmal Hôtel des Invalides, in dessen Sichtachse sie ursprünglich stand. Diese Brücke wurde nicht nur mehrmals abgerissen, sondern sogar von ihrem ursprünglichen Standort entfernt, und 1900 wurde der Pont Alexandre III an ihrem alten Platz gebaut. Der Pont des Invalides ist die niedrigste Brücke in Paris, die die Seine überquert.

## Hängebrücke von 1824

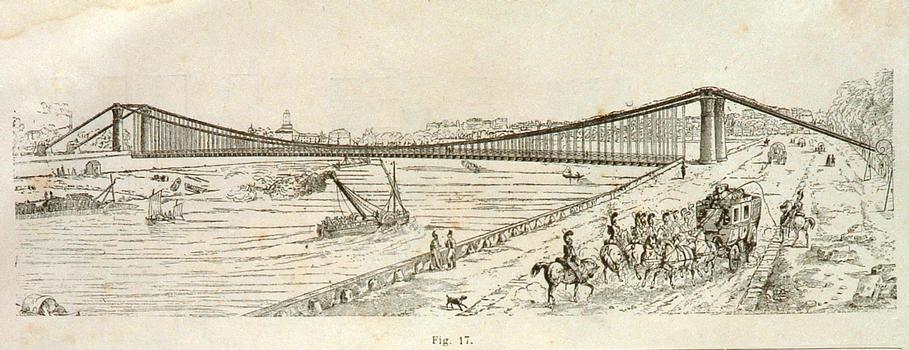
1. Pont des Invalides

1821 konzipierte der Ingenieur Claude Navier eine technologisch revolutionäre Brücke, die die Seine in einem einzigen Zug ohne Stützpfeiler überquerte. Die vorgeschlagene Hängebrücke, mit deren Bau 1824 begonnen wurde, sollte gegenüber dem Hôtel des Invalides an der Stelle des heutigen Pont Alexandre III errichtet werden. Navier versäumte es, eine Sicherheitsmarge auf seinen Berechnungen aufzuschlagen, und der Vertrag zum Bau der Brücke war ungewöhnlich unflexibel. Nachdem Naviers Plan von der privaten Investitionsgesellschaft genehmigt worden war, konnte der Bauunternehmer ohne Genehmigung keine Änderungen vornehmen, und es gab keine Möglichkeit von nachträglichen Änderungen. Die Brücke wurde unsicher, nachdem die Verankerungen aufgrund natürlicher Setzungen und zusätzlicher Bewegungen nach einem Wasserleitungsbruch in der Nähe der Strebepfeiler gerissen waren. Sie musste abgerissen werden.

## Hängebrücke von 1829 am neuen Standort

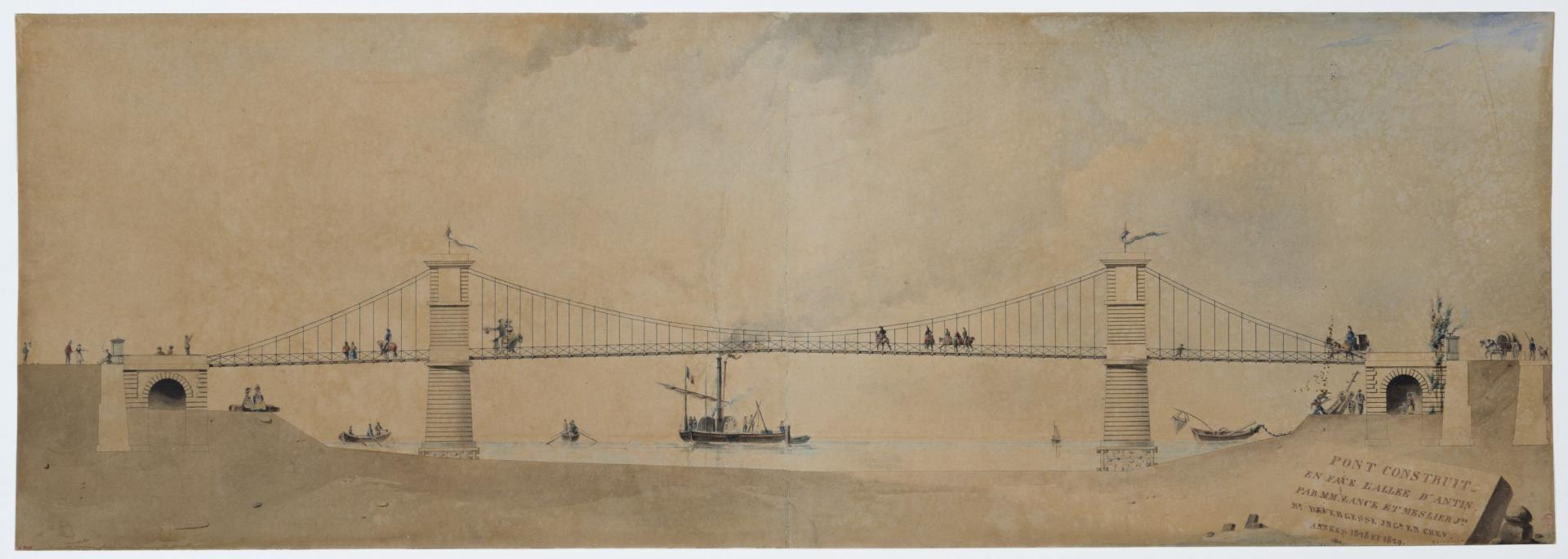
2. Pont des Invalides

Als Reaktion auf die Beschwerden der Befürworter der Invalidenperspektive beschlossen die Öffentlichen Dienste, den Standort der Brücke flussabwärts zu verlegen. Daher vollendeten 1829 zwei Ingenieure, de Verges und Bayard de la Vingtrie, den Bau einer richtigen Hängebrücke, die von zwei Pfeilern in der Seine und drei Säulengängen mit einer Höhe von jeweils 20 m getragen wurde. Der Zugang zur Brücke musste aufgrund der schnell zunehmenden Abnutzung im Jahr 1850 reguliert werden.

## Bogenbrücke von 1856

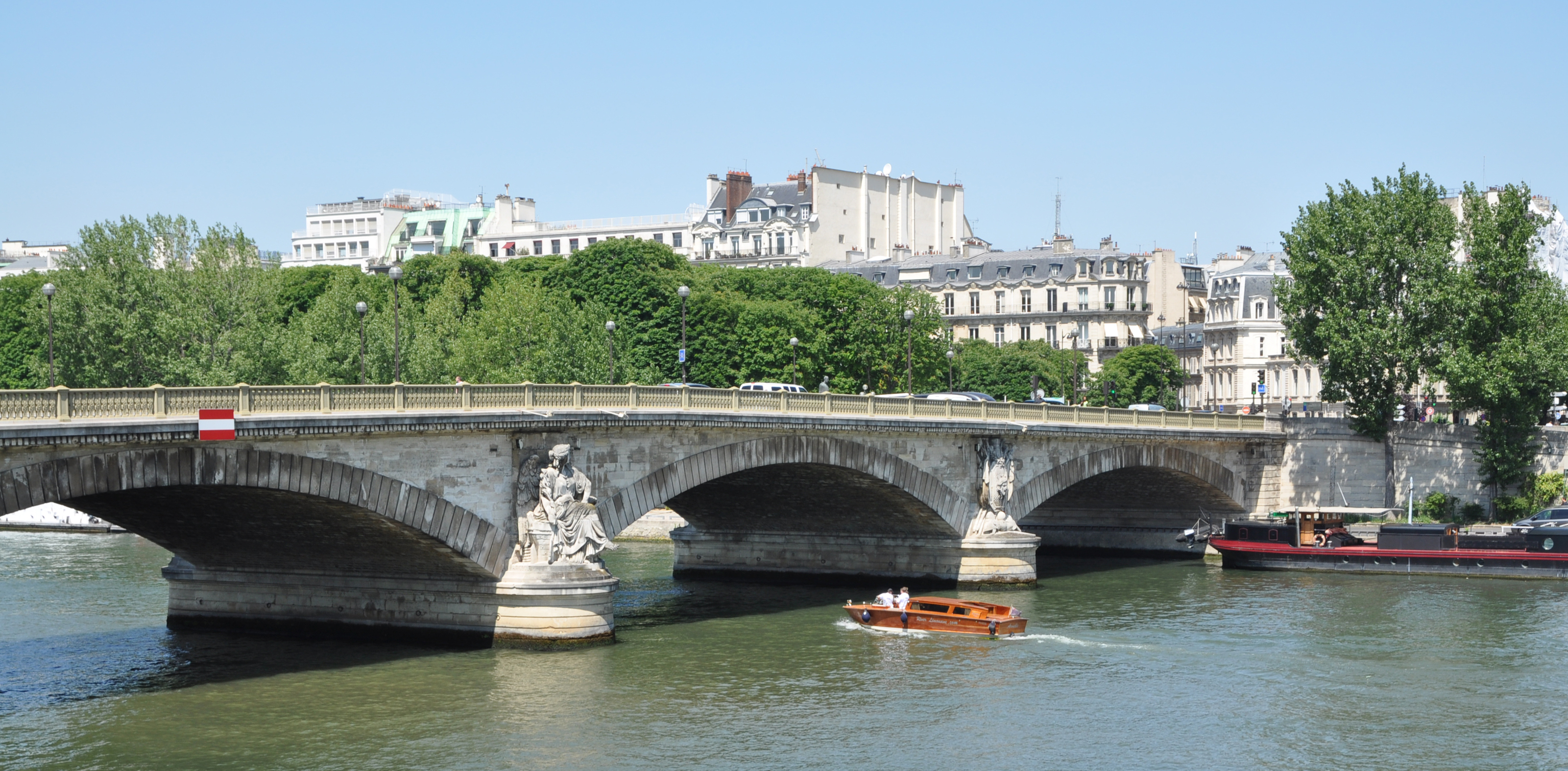
3. Pont des Invalides

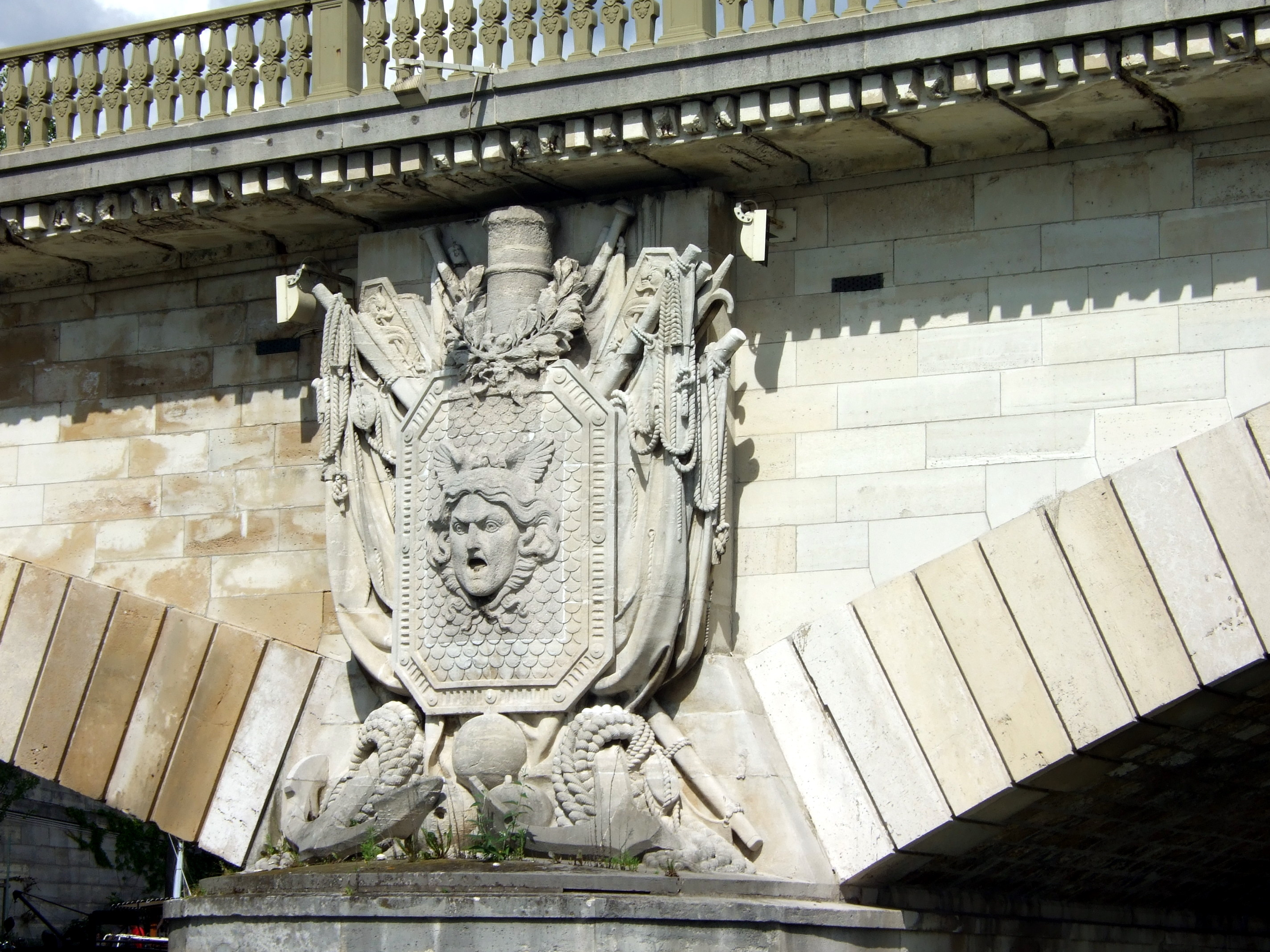
Pfeiler mit Skulptur

Im Jahr 1854 wurde die Brücke abgerissen, um rechtzeitig zur kommenden Weltausstellung 1855 in Paris durch einen Neubau ersetzt zu werden. Paul-Martin Gallocher de Lagalisserie und Jules Savarin nutzten die vorhandenen Pfeiler der ehemaligen Hängebrücke und einen neu hinzugefügten Mittelpfeiler, um an gleicher Stelle eine Bogenbrücke in Mauerwerk zu bauen. Der neue Pfeiler wurde mit Skulpturen in zwei allegorischen Themen geschmückt: der Land-Sieg „La Victoire Terrestre“ von Victor Vilain flussaufwärts und der See-Sieg „La Victoire Maritime“ von Georges Diébolt flussabwärts, während die beiden alten Pfeiler mit Skulpturen von militärischen Trophäen mit dem kaiserlichen Wappen geschmückt waren, beides Werke von Astyanax-Scévola Bosio. Der Pont des Invalides ist mit zwei Statuen geschmückt. Der französische Bildhauer Victor Vilain schuf auf der stromaufwärts gelegenen Seite die Statue „La Victoire Terrestre“ (der Land-Sieg) und Georges Diebolt die Statue „La Victoire Maritime“ (der Seesieg), die auf der stromabwärts gelegenen Seite der Brücke zu sehen ist. Georges Diébolt ist ein französischer Bildhauer, der auch den Zouaven schuf, eine Skulptur, die seit 1856 den Pont de l’Alma schmückt.
Obwohl die neue Brücke stärker war, erlitt sie 1878 eine Senkung zwischen 25 und 30 cm und verlor im Winter 1880 zwei Bögen, die bis Ende des Jahres wiederhergestellt wurden. Seitdem ist die Brücke ausreichend befestigt. Für die Weltausstellung Paris 1900 wurde die Brücke flussabwärts durch eine Fußgängerbrücke, die Passerelle des Invalides, verdoppelt. Die einzige Änderung im 20. Jahrhundert war die Erweiterung des Gehwegs im Jahr 1956.